# Vetrego
Vetrego è una frazione del comune di Mirano (città metropolitana di Venezia), a circa 5 km a sud del capoluogo. L'omonima parrocchia di San Silvestro dipende dalla diocesi di Treviso, vicariato di Mirano.

## Il toponimo
Oggi, dopo i ritrovamenti di reperti archeologici, si è certi che Vetrego esisteva nel I secolo d.C. Se si accredita la tesi di alcuni studiosi secondo i quali il graticolato romano arrivava fino ai margini della laguna di Venezia, allora il paese esisteva in epoca paleoveneta. Sembra essere valida la tesi che Vetrego derivi da "Vetus Vicus" (Vecchio Villaggio).
I secoli successivi alle invasioni barbariche provocarono nella zona l'impaludamento e la formazione di boscaglie, come ricorda la località di "Roncoduro" (attuale svincolo del Passante di Mestre), dal verbo medievale roncare, luogo da dove si è dovuto sterpare e divellerre piante per rimettere a coltura il terreno.
Questa operazione di disboscamento e bonifica deve essere stata lunga e faticosa, se ancora nel 1117, il toponimo diventa "Vitrico" o "Vitricum", da Vetere ricuum, cioè antico luogo paludoso.
Sembra, secondo il professor Gerhard Rohlfs, che il toponimo Vetrego , come pochi altri con "la strana desinenza in –ego ,  - ega " presenti nel nord Italia  (Levego (frazione di Belluno), il fiume Marzenego, Albignasego, Resinego (località di San Vito di Cadore), il monte Tranego -Belluno) possa essere assegnato come origine a popoli di origine preindoeuropea o paleoveneta. Visto che "è presumibile che accanto ai Liguri, ai Veneti e agli Etruschi, altri popoli [...] abbiano lasciato tracce nella toponomastica locale."

## Il territorio
Le unità di misura agrarie utilizzate a Vetrego sono il campo: "campo padovano" (3862,57 m2) o il "campo trevigiano" (5204,69 m2).
Il territorio della frazione confina con le frazioni di: Marano Veneziano (Comune di Mira (Italia)), Mirano capoluogo, la località Formigo di Scaltenigo, Ballò, la località Roncoduro di Cazzago (Comune di Pianiga), la località Molinella di Mira Taglio, comune di Mira (VE).
Il governo delle acque dei fiumi Muson, Brenta e Serraglio e tutti i corsi d'acqua che lo attraversano, realizzati dalle diverse bonifiche che si sono via via succedute (romane, benedettine, veneziane), è sempre stata fondamentale per la sopravvivenza della frazione. I rii Pionca, Volpin e Cognaro nascono come derivazione dal fiume Tergola nella zona tra Codiverno (Vigonza) e Sant' Andrea di Campodarsego. Gli altri (Comuna, Comunetto, Cesenègo) sono dei scoli artificiali presenti già nelle bonifiche veneziane del 1650.

### I vari "tagli" del territorio
Nel corso della storia il territorio vetreghese è stato, letteralmente, tagliato da infrastrutture a servizio del capoluogo regionale: a nord dalla ferrovia Milano-Venezia, a sud dall'autostrada A4, a est dal canale artificiale Taglio Nuovo del fiume Muson Vecchio che ha separato la località Cuccobello, creando una piccolissima enclave, una casa su circa 500 metri quadri, nel comune di Mira.

### Il Passante di Mestre a Vetrego

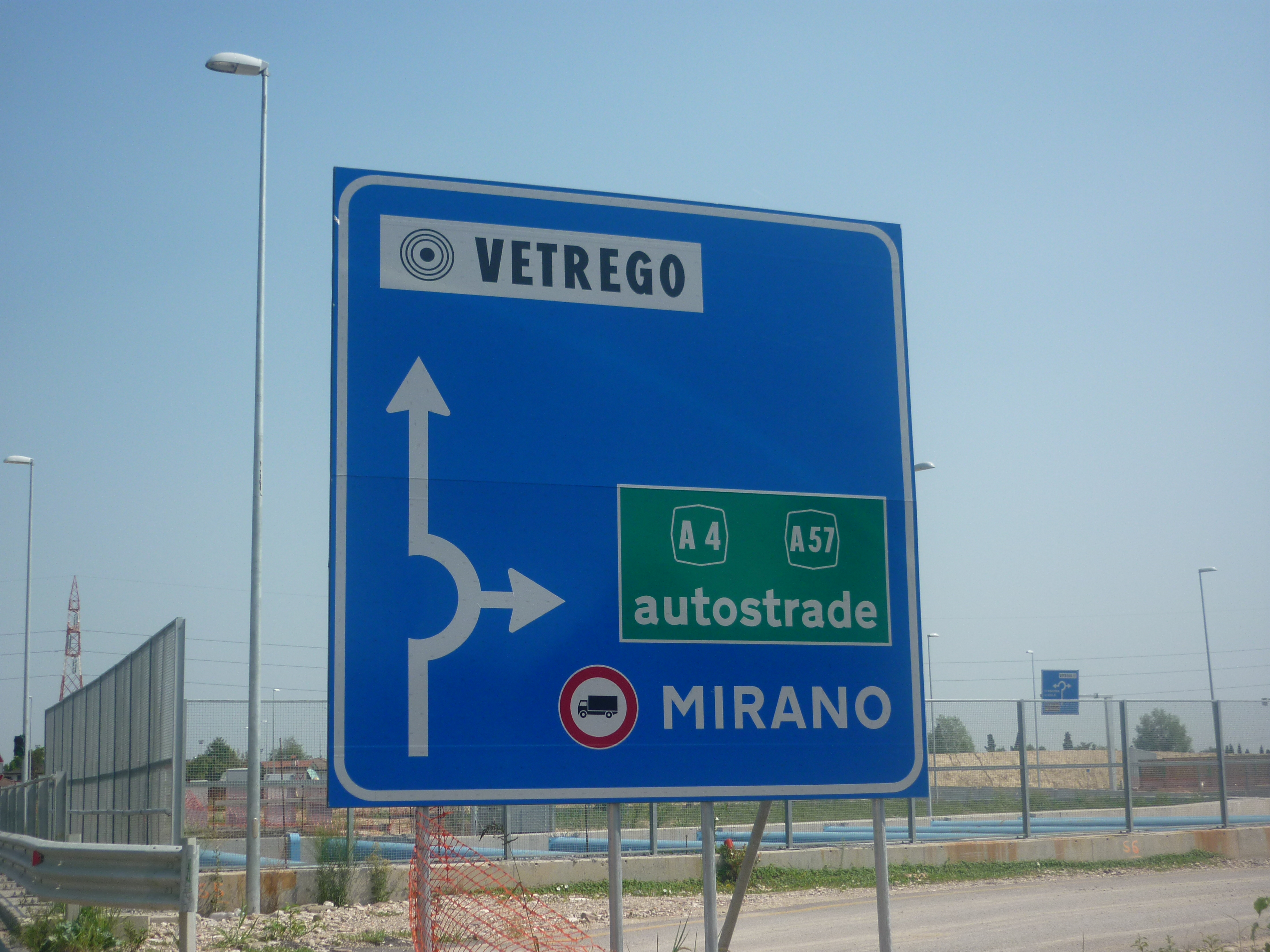
Segnaletica sulla A57

Il territorio di Vetrego subisce in questo periodo, per la ennesima volta nella sua millenaria storia, uno stravolgimento. Il percorso del Passante di Mestre (PDM) e le strade accessorie lo hanno reso irriconoscibile. Il PDM inizia a Roncoduro, tra Cazzago di Pianiga e la località “le basse”, passa sotto la ferrovia Venezia – Padova all'altezza del capitello della Madonna del Rosario con l'opera di ingegneria più importante e difficile, per via di una problematica falda d'acqua sotterranea, di tutto il percorso.  Un gigantesco monolite di cemento armato (60 x 20 x 9 metri e con 2 metri di spessore) spinto sotto la ferrovia. Il tracciato prosegue a nord nella località “le alte” per entrare, dopo il Cecenègo, nella frazione di Scaltenigo nella località Formigo.
Circa 3 km sui 32,5 del totale PDM interessano Vetrego sui 6 km realizzati sul territorio del comune di Mirano.
Come opera accessoria è stato aperto inoltre un casello autostradale della Autostrada A57 nella località tra via Ca' Rezzonico e la frazione di Marano di Mira in prossimità dell'area dove nell'anno 1008 c'era la prima chiesa dei frati dell'Abbazia Sant'Ilario. La strada di collegamento si immette, dopo aver sottopassato la ferrovia in una grande rotonda nella via Vetrego, in prossimità della villa dove ha vissuto il poeta e giornalista Gino Piva. Questa rotonda stradale raccorda anche la nuova strada costruita a nord della ferrovia che defluisce, dopo un percorso tortuoso e un grande sottopasso della ferrovia in prossimità del tunnel del PDM ad un'altra rotatoria che collega la via San Silvestro e i due tronconi della via Vetrego: quello verso la piazza e quello verso la via Ballò.

## Alcuni dati demografici
- 1119 50 abitanti adulti e una decina di abitazioni;
- 1371 160 abitanti;
- 1417 100 abitanti;
- 1689 300 abitanti adulti;
- 1789 300 abitanti illetterati;
- 1855 500 abitanti di cui ben 223 sono iscritti all'elenco dei poveri;
- 1895 500 abitanti adulti;
- 1912 865 abitanti;
- 1951 1 027 abitanti;
- 1971 1 119 abitanti con 276 famiglie;
- 1981 1 193 abitanti con 312 famiglie;
- 1998 1 148 abitanti;
- 2000 1 216 abitanti con 382 famiglie;

La cronologia demografica è una sintesi di diverse fonti..

## Storia
La storia della frazione è legata, come la maggior parte delle piccole comunità italiane, alla storia della comunità religiosa e tutti gli avvenimenti vetreghesi ruotano attorno alla Chiesa e la sua organizzazione (monaci, curati, parroci, missionari, suore) che ne ha garantito la sopravvivenza e la conservazione della memoria storica.

### Dal 1008 al 1612
L'organizzazione cristiana a Vetrego inizierebbe, secondo alcune deduzioni e ritrovamenti, nel 1008, con una "cappella" (ovvero una chiesa priva della fonte battesimale, di norma una succursale di una Chiesa madre dalla quale dipendono i Vicari officianti) localizzata nell'attuale località Ca' Rezzonico, che sarebbe stata costruita dai Monaci di San Benedetto dell'Abbazia Sant'Ilario di Venezia a Malcontenta. Una sintetica descrizione del territorio di Vetrego si rintraccia per la prima volta nell'atto di vendita del 15 giugno 1117 con cui Ansedisio e Widoto di Collalto, conti della Marca trevigiana cedevano al monastero di Sant'Ilario diverse proprietà. Successivamente esiste un lascito testamentario del 1192 della contessa. Speronella Dalesmanni, prima moglie di Jacopino da Carrara, feudataria del Vescovo di Padova, a favore della cappella di San Silvestro di Vetrego e di San Bartolomeo di Ballò. Nel 1260 i frati di Sant'Ilario cedettero l'organizzazione della cappella di Vetrego, assieme con le cappelle di Ballò e Scaltenigo, ai sacerdoti della "pieve" (ovvero la chiesa dell'Alto Medioevo quale chiesa battesimale, matrice di tutte le chiese minori e delle assoggettate cappelle) di Santa Maria di Borbiago, frazione di Mira (Italia), al Vescovo della Diocesi di Treviso. Successivamente le cappelle di Ballò e di Vetrego si distaccaro nel 1305 dalla pieve di Borbiago creando una nuova parrocchia, quella di Ballò, alle dipendenze del Vescovo di Treviso. Ci sono documenti che segnalano nel 1388 Bartolomeo Novello, signore di Padova donò ai signori di Peraga, tra altri beni della zona di Mirano, anche il territorio di Vetrego. Negli anni successivi Vetrego seguì le vicissitudini dei territori di Mirano e delle comunità contermini nella sottomissione alla Repubblica di San Marco.
Per quanto riguarda Vetrego è certificata nel 1520 la prima visita del vescovo di Treviso che autorizzò la costituzione della prima Confraternita del Santissimo Sacramento. A seguito della volontà della piccola comunità nel 1573 venne costruita, nel sito dell'attuale chiesa, la prima Canonica di una "curazia" (ovvero per un curato stabile). Nel 1597 fu inaugurata la seconda chiesa.
Nel 1612 terminò l'escavazione del Taglio Nuovo o Canale di Mirano, iniziati nel 1604 con la completa diversione delle acque del fiume Muson (attuale Muson Vecchio).

### Dal 1647 all'alba del Novecento
Vetrego venne eretta nel 1647 a curazia stabile, sottoposta alla parrocchia di Ballò, prevedendo così la residenza di un prete a servizio della comunità. Nel 1719 sono ricordate delle presunte apparizioni della Madonna presso l'omonimo capitello votivo, rurale con tema sacro, posto a capo di una strada o incrocio.
Se nel 1725 ci fu un'alluvione talmente disastrosa che portò il livello dell'acqua fin quasi arrivare al soffitto del primo piano della canonica con la conseguente distruzione di tutti i documenti dell'archivio, nel 1790 è documentata una drammatica siccità. Le alluvioni si ripeterono con la periodica rottura degli argini del Brenta e del Taglio Nuovo. Così nel 1825 ci fu un'alluvione che coinvolse anche i comuni di Stra, Vigonovo, Campolongo, Fossò e la frazione di Sanbruson di Dolo, e nel 1827 il fiume Brenta straripò nuovamente inondando circa 60.000 campi padovani.
L'Impero d'Austria decise di collegare Venezia con la terraferma e così nel 1842 venne costruita la ferrovia Padova – Venezia tagliando il territorio vetreghese a nord del centro della borgata. Sempre sotto l'amministrazione austriaca si deve, nel 1854, la costruzione della prima strada di collegamento con il centro della frazione Mirano capoluogo, che fino ad allora era solo un viottolo privato di campagna.
Uno dei primi problemi che gli amministratori del Comune di Mirano affrontarono dopo l'annessione del Veneto (1866) al Regno d'Italia fu l'igiene cimiteriale e così nel 1867 Vetrego ebbe un primo cimitero provvisorio, nell'attuale sito, lontano dalla seconda chiesa. Per le mura di cinta e la cappella si dovette aspettare il 1904. Dopo due anni di lavoro, nel 1894, s'inaugurò un campanile alto 28 metri, proporzionato con la seconda chiesa.
Nel 1903 lo Stato italiano istituì la prima e la seconda classe della scuola elementare. Tra la fine dell'Ottocento e i primi del Novecento la situazione socio-economica cambiò e lo spirito rivendicativo arrivò a far rompere il cerchio di sottomissione e paura dei contadini. Uno dei fatti più significativi, che si inserisce nel contesto nazionale di rivolte contadine, avvenne il 15 novembre 1907: i vetreghesi assaltarono la villa di uno dei grandi proprietari. I tumulti finirono con l'arresto di decine di persone e i processi andarono particolarmente per le lunghe tanto che nel giugno del 1908 c'erano ancora otto contadini in carcere e solo l'aiuto (legale ed economico) di Monsignor Angelo Brugnoli riuscì a farli uscire dalla prigione.

### Dall'autonomia ecclesiastica al 1946
Dopo anni di malumori, grazie anche alla dignità demografica, la Diocesi di Treviso promosse nel 1912 Vetrego a parrocchia autonoma.
Nel 1932 il paese fu tagliato un'altra volta con la costruzione (nelle località Ca' Rezzonico e le Basse) dell'attuale autostrada A4 (Tratto Padova - Mestre Venezia).
Nel 1936 conobbe un momento di popolarità con la visita di un gran numero di autorità per l'assegnazione della Medaglia d'Argento al Valor Militare al carabiniere Giuseppe Comin, caduto nella guerra d'Etiopia.
A Vetrego soggiornò dal 1935 al 1946 Gino Piva.
Nel 1938, in otto mesi, fu costruita una nuova chiesa, pagata dai cittadini. 
Durante gli anni della seconda guerra mondiale Vetrego subì bombardamenti aerei e fu attraversato da varie formazioni militari in virtù della sua ubicazione sita tra l'asse ferroviario e quello autostradale Padova - Venezia.

### Dal 1946 ai giorni nostri
Nel dopoguerra ci fu l'insediamento nel 1946 delle Suore Francescane di Cristo Re. Tale presenza rimarrà per 50 anni (fino al 1996) educando intere generazioni. La prima sede dell'Asilo (ora scuola materna) era il riadattamento dell'ex-chiesa, ora oratorio. Nel 1957, venne inaugurata la nuova scuola materna parrocchiale (progetto dell'architetto Antonio Venezian) e la creazione dell'attuale piazza. 
Il 22 dicembre dello stesso anno morirono due amministratori comunali e l'autista in un incidente ferroviario ad un passaggio a livello, incidente dovuto alla fitta nebbia.
Nel (1962) ci fu il raddoppio (e successivamente la terza corsia nel 1993) dell'autostrada A4, opere che coincisero con l'ennesima inondazione della località le Basse.
La riduzione della natalità e la razionalizzazione del sistema scolastico provocano nel 1997 la chiusura delle scuole statali. Le scuole più vicine sono, come prima del 1903, nelle frazioni di Ballò e Scaltenigo.

## Monumenti

### La chiesa e il campanile
Progettata dall'architetto Luigi Candiani nel 1937 ed inaugurata nel 1938. È alta 15 m, larga 13 m, profonda 24 m. Nel 1951 viene affrescata dal pittore Gino Borsato.
La chiesa contiene un frammento, recuperato dalla prima chiesetta, di una scultura quattrocentesca con raffigurazione a bassorilievo della Madonna col Bambino e San Giovannino, probabile opera dello scultore padovano Nicolò Pizzolo (Padova 1420-1453.)
Il campanile è alto 28 metri ed è stato realizzato, dopo due anni di lavoro, nel 1894 per la vecchia chiesa, ora oratorio. Possiede 4 campane in scala di Lab3, fuse dalla fonderia Colbachini di Padova, datate 1959.

### Monumento ai caduti
Il monumento è stato inaugurato il 6 aprile 1922 per onorare i 17 caduti nella prima guerra mondiale e successivamente venne usato per i 10 caduti della seconda guerra mondiale. L'opera è dello scultore Giovanni Manfren di Venezia.

### Case padronali
Nel catasto napoleonico esistevano a Vetrego quattro case patrizie e padronali, due di queste sono state demolite tra la fine dell'Ottocento e l'inizio del Novecento. Tra parentesi il numero del catasto.
- Ca' Rezzonico (n°494), demolita all'inizio del Novecento, era collocata alla fine dell'attuale via Ca' Rezzonico. Questa villa fu frequentata d'estate (dal 1712 al 1714) dallo studente di diritto dell'Università di Padova, Carlo Rezzonico di Venezia, futuro papa Clemente XIII.
- Ca' Costa (N° 432), demolita nell'Ottocento, in prossimità del canale Cognaro.
- Ca' Bellani, in via Basse. Fu costruita nel 1620.
- Ca' Monferini (N°113), in via Vetrego, verso Mirano. In questa casa abitò Gino Piva dal 1935 al 1946.

## Attività sportive
La squadra di calcio A.C.D. Vetrego, nasce nel 1971 con i colori sociali giallo-blu. Nel 1985 viene promossa in 2ª categoria dilettanti, serie in cui milita tuttora nel campionato provinciale di Venezia 2016/17.

## Attività socio economiche

### Fine Ottocento
All'inizio dell'Ottocento il censimento napoleonico c'erano solo 5 famiglie che possedevano il terreno che lavoravano; la stragrande maggioranza dei campi erano in mano ai latifondisti. Oltre ai nobili veneziani Costantino Morosini, Giovanni Grimani, Abbondio Rezzonico, Giovanni Venuti e ai Conti Costa, erano padroni di Vetrego anche Andrea Bellini, Bernardo Monferdini ed Alessandro Bonvecchiato, il quale da solo ne possedeva ben il 41% del totale. 
Con il passar degli anni e la sostituzione della borghesia ai nobili fra i proprietari dei campi vetreghesi si ritrovano i Dalla Pozza di Marano Veneziano, i Beati da Spinea e i Cantelàn da Santa Maria di Sala. Oltre che i campi possedevano anche una buona parte delle abitazioni. Ad esempio i Bonvecchiato possedevano una trentina di case e una delle due osterie; i Rezzonico ne avevano una quindicina compresa la seconda osteria.
Alla visita pastorale del vescovo di Treviso del 1883, fu verbalizzato che vi erano  "abitanti 500, inconfessi 5: tutti contadini. Un terzo di parrocchia è in posizione che, specialmente d'inverno, è assolutamente impraticabile [...] Quei di Vetrego sono poverissimi ed emigrano" .
Tra il 1895 e il 1912 ci fu un notevole incremento di abitanti, merito sia del miglioramento igienico - sanitario che della riduzione del tasso di mortalità e dell'importante fenomeno di migrazione di nuovi nuclei famigliari che acquistarono piccoli appezzamenti di terreno. Tra di loro ci furono diverse famiglie che ritornavano da un periodo emigrazione oltreoceano (Brasile, USA), altre arrivano dai paesi vicini.

### Fine Novecento
Se per secoli e millenni i vetreghesi hanno vissuto e sopravvissuto di agricoltura ora vivono seguendo le dinamiche socio-demografiche dell'area metropolitana compresa tra le città di Venezia, Padova, Treviso. La stragrande maggioranza degli abitanti lavora nelle industrie e nel terziario. Solo poche famiglie si dedicano ancora esclusivamente all'agricoltura. Il resto della campagna vetreghese, formata da piccolissime proprietà, è abitata ed utilizzata dai figli e dai nipoti di quella che era stata definita, negli anni del boom economico del Nord-Est, la cosiddetta classe degli operai-contadini', ovvero operai di giorno nelle grandi fabbriche del ex polo industriale di Porto Marghera e contadini alla sera, a fine turno e nei fine settimana.

## Tradizioni e folclore
L'essere la più piccola tra le frazioni del Comune di Mirano ha prodotto nei vetreghesi alcuni detti popolari.(in lingua veneta parlata).
- "Porco Miràn … can no magna can!" (Maledetto Mirano … cane non mangia cane!): imprecazione nei riguardi dei Signori di Mirano, tutti solidali contro la gente delle frazioni.
- "Quei de Miràn, i passa ancuò e i sajùda domàn!" (Quelli di Mirano, passano oggi e salutano domani!).

### Un detto , un paese
- "Vetrego, o che me bruso o che me nego" (Vetrego, o mi brucio o mi annego).

Sicuramente il detto va fatto risalire alla realizzazione delle opere idrauliche relative all'esecuzione del canale artificiale "Taglio Nuovo" del fiume Muson Vecchio. Questo canale è ancora oggi l'origine del dissesto idrogeologico che ha prodotto a Vetrego numerose inondazioni (la più infausta fu quella del 1725) o, considerata la natura argillosa del terreno e quindi scarsamente permeabile, di siccità (drammatica quella del 1790).